# なんたって18歳!
『なんたって18歳!』（なんたってじゅうはっさい）は1971年10月5日から1972年9月26日まで毎週火曜19時から19時30分にTBS系列で放送されていたコメディドラマ。大映テレビ制作。『おくさまは18歳』に続く岡崎友紀主演のライトコメディシリーズ第2弾。

## あらすじ
大財閥の令嬢・まどかは家訓により18歳になったら祖母と母親の決めた許婚・竜二と結婚しなくてはならなくなっていた。そんな息苦しい家を飛び出した彼女は「はるか」と偽名を使い、婿養子で一家では弱い立場にあった父親の経営するバス会社にバスガイドとして就職する。バスガイド「青山はるか」として働き始めたまどかは、失敗を繰り返し上司からは「最低最悪」とまで呼ばれるが、持ち前の明るさで乗り越えていく。
やがて、まどかの逃避行は竜二の知るところとなるが、まどかの意思を汲んだ竜二は秘密を共有することに同意する。思わぬ竜二の一面を知ったまどかの気持ちは、次第に変わっていく。
本作品はこれまでにDVD等のソフト化・オンデマンド配信はされていない。

## キャスト
- 青木まどか（青山はるか） - 岡崎友紀
- 本田卓丸 - 平泉征 ※第2話 -
- 青木鬼八郎 - 田崎潤
- 青木悦子 - 加藤治子
- 青木文 - 山田桂子
- 皆川竜二 - 浜田光夫
- 矢沢暎子 - 沢久美子
- 大竹所長 - 藤村有弘
- 丸山サダ子 - 春川ますみ
- 島田花江　- 十勝花子
- 水沼伶子 - 松坂慶子 ※第2話 -
- 中川明美 - 林マキ
- 石井マリ子 - 山崎知子
- 小原鈴代 - 田所陽子
- 川村多恵 - 小山いく子
- 畑野洋子 - 泉洋子
- あわ野大吾 - 東野孝彦
- 丹野チアキ - うつみみどり ※第37話 -
- 丹野ヒロシ - 二瓶康一 ※第37話 -

## スタッフ
- プロデューサー - 春日千春、千原博司
- 原案 - 才賀明
- 作画 - 牧野和子(週刊少女コミック、小学館学習雑誌連載)
- 脚本 - 才賀明、長野洋、佐々木陽子、上岡由呼、村山庄三、安本莞二、胡桃哲
- 音楽 - 菊地俊輔
- 協力 - 国際自動車、銀座小松ストアー
- 主題歌 - 岡崎友紀「なんたって18歳!」（作詞・高木飛鳥（岡崎友紀）、作曲・菊地俊輔）東芝レコード
- 現像所 - 東京現像所
- 監督 - 青野暉、岡屋竜一、湯浅憲明、帯盛迪彦
- 制作 - 大映テレビ室、TBS

## サブタイトル
| 話数 | 放送日        | サブタイトル                   | 脚本              | 監督     | ゲスト                                                              |
| ---- | ------------- | ------------------------------ | ----------------- | -------- | ------------------------------------------------------------------- |
| 1    | 1971年10月5日 | お嬢さんとび出す               | 才賀明            | 青野暉   |                                                                     |
| 2    | 10月12日      | イヤな奴が来ちゃった           | 才賀明            | 青野暉   |                                                                     |
| 3    | 10月19日      | はじめてのデート               | 才賀明            | 岡屋竜一 |                                                                     |
| 4    | 10月26日      | ガンバラなくちゃ               | 長野洋            | 岡屋竜一 |                                                                     |
| 5    | 11月2日       | 世の中キビシィー               | 長野洋            | 青野暉   |                                                                     |
| 6    | 11月9日       | お金儲けは楽じゃない           | 長野洋            | 青野暉   | 由起艶子                                                            |
| 7    | 11月16日      | 私が二人いる                   | 才賀明            | 岡屋竜一 |                                                                     |
| 8    | 11月23日      | 私の選んだ人                   | 才賀明            | 湯浅憲明 | 久万里由香                                                          |
| 9    | 11月30日      | すてきな男の子                 | 才賀明            | 湯浅憲明 | 林ゆたか、篠田三郎                                                  |
| 10   | 12月7日       | タダほどつらいものはない       | 長野洋            | 湯浅憲明 | 高見エミリー、藤岡重慶                                              |
| 11   | 12月14日      | なんたって火の用心             | 長野洋            | 岡屋竜一 | 小池朝雄                                                            |
| 12   | 12月21日      | クルシミマスだわァ             | 才賀明            | 岡屋竜一 |                                                                     |
| 13   | 12月28日      | 帰りたい 帰れない              | 長野洋            | 帯盛迪彦 |                                                                     |
| 14   | 1972年1月4日  | 今年はついてるゥ               | 才賀明            | 帯盛迪彦 |                                                                     |
| 15   | 1月11日       | 大脱走なのだ                   | 才賀明            | 岡屋竜一 | 藤江リカ、梅津栄                                                    |
| 16   | 1月18日       | お嫁に行きたい                 | 才賀明            | 帯盛迪彦 |                                                                     |
| 17   | 1月25日       | すべってころんで大脱線         | 長野洋            | 岡屋竜一 | 増岡弘                                                              |
| 18   | 2月1日        | シンガポールのバスガイド       | 才賀明            | 帯盛迪彦 | マリ・クリスティーヌ                                                |
| 19   | 2月8日        | 島のアンコは大騒ぎ             | 才賀明 佐々木陽子 | 岡屋竜一 | 森川信、初井言榮                                                    |
| 20   | 2月15日       | 昨日の敵は今日の友             | 長野洋            | 帯盛迪彦 | 野呂圭介、小松政夫                                                  |
| 21   | 2月22日       | 大魔術なのだ                   | 長野洋            | 岡屋竜一 |                                                                     |
| 22   | 2月29日       | 悲しい恋の物語                 | 才賀明            | 青野暉   |                                                                     |
| 23   | 3月7日        | パリ・ハワイ・ニッポン         | 長野洋            | 青野暉   | 尾藤イサオ、時津風勝男（時津風部屋）                                |
| 24   | 3月14日       | ロマンスがいっぱい             | 長野洋            | 湯浅憲明 | 佐竹明夫、原ひさ子、立花直樹                                        |
| 25   | 3月21日       | 修学旅行・修学旅行             | 才賀明            | 岡屋竜一 |                                                                     |
| 26   | 3月28日       | ワンワン騒動記                 | 長野洋            | 青野暉   |                                                                     |
| 27   | 4月4日        | なんたって80歳                 | 才賀明            | 青野暉   | 笠置シヅ子                                                          |
| 28   | 4月11日       | まどかちゃんがいっぱい         | 才賀明            | 湯浅憲明 | 中田喜子、倉石功                                                    |
| 29   | 4月18日       | 催眠術はもうたくさん           | 佐々木陽子 長野洋 | 岡屋竜一 |                                                                     |
| 30   | 4月25日       | まどかの大冒険                 | 長野洋            | 湯浅憲明 | 夏夕介、本橋敏和                                                    |
| 31   | 5月2日        | あこがれのポテトプリンス       | 上岡由呼          | 岡屋竜一 | 大石悟郎、吉田義夫                                                  |
| 32   | 5月9日        | 花嫁代行でーす                 | 長野洋            | 湯浅憲明 | 山内賢                                                              |
| 33   | 5月16日       | 京都の恋人                     | 長野洋            | 岡屋竜一 |                                                                     |
| 34   | 5月23日       | 走れ まどか                    | 長野洋            | 湯浅憲明 |                                                                     |
| 35   | 5月30日       | フェリーに乗って北国へ         | 長野洋            | 湯浅憲明 | 塩沢とき、寺内タケシとブルージーンズ                                |
| 36   | 6月6日        | ピリカメノコは恋の花           | 長野洋            | 湯浅憲明 | 塩沢とき、寺内タケシとブルージーンズ                                |
| 37   | 6月13日       | 秘密がバレちゃった             | 才賀明            | 湯浅憲明 |                                                                     |
| 38   | 6月20日       | 泣きぬれた名人                 | 長野洋            | 帯盛迪彦 | 財津一郎、河原崎長一郎                                              |
| 39   | 6月27日       | 空を飛ぶよな恋をした           | 長野洋            | 岡屋竜一 | 岡田真澄                                                            |
| 40   | 7月4日        | まどか捕物帖                   | 村山庄三          | 帯盛迪彦 | 青空はるお・あきお、藤岡重慶                                        |
| 41   | 7月11日       | まどかとパパの結婚騒動         | 村山庄三          | 帯盛迪彦 |                                                                     |
| 42   | 7月18日       | あこがれのサロンバス           | 長野洋            | 岡屋竜一 | 菅井きん、大泉滉、天地総子、草野大悟                                |
| 43   | 7月25日       | 剣豪まどか                     | 胡桃哲 長野洋     | 帯盛迪彦 | 谷幹一、安田伸、曽我廼家一二三、小西まち子 芥川隆行（ナレーション） |
| 44   | 8月1日        | 恋か仕事か悪法フンサイ         | 安本莞二          | 湯浅憲明 | 北原義郎、畠山麦                                                    |
| 45   | 8月8日        | 逃亡者まどか                   | 才賀明            | 湯浅憲明 | 石井富子                                                            |
| 46   | 8月15日       | まどか 最大の危機              | 才賀明            | 帯盛迪彦 |                                                                     |
| 47   | 8月22日       | 誰かが誰かを恋してる           | 長野洋            | 帯盛迪彦 |                                                                     |
| 48   | 8月29日       | まどかと竜二の青春大混戦       | 村山庄三          | 岡屋竜一 |                                                                     |
| 49   | 9月5日        | レッツ・ゴー シンガポール！    | 長野洋            | 岡屋竜一 |                                                                     |
| 50   | 9月12日       | 南の島のローマンス             | 長野洋            | 岡屋竜一 | 高橋昌也、田辺一鶴                                                  |
| 51   | 9月19日       | はてえ…？卓丸とおばあちゃまが… | 才賀明            | 湯浅憲明 |                                                                     |
| 52   | 9月26日       | あっと驚く最終回               | 才賀明            | 湯浅憲明 |                                                                     |

## 放送局
- TBS：火曜 19:00 - 19:30
- 北海道放送：火曜 19:00 - 19:30[1]
- 青森テレビ：火曜 19:00 - 19:30[2]
- 岩手放送：火曜 19:00 - 19:30[2]
- 秋田放送：火曜 19:00 - 19:30[2]
- 山形放送：月曜 18:00 - 18:30[3]
- 東北放送：火曜 19:00 - 19:30[4]
- 福島テレビ：火曜 19:00 - 19:30[4]
- 新潟放送：火曜 19:00 - 19:30[5]
- 信越放送：火曜 19:00 - 19:30[6]
- テレビ山梨：火曜 19:00 - 19:30[7]
- 静岡放送：火曜 19:00 - 19:30[7]
- 北陸放送：火曜 19:00 - 19:30[5]
- 福井放送：火曜 19:00 - 19:30[5]
- 中部日本放送：火曜 19:00 - 19:30[8]
- 朝日放送：火曜 19:00 - 19:30[9]
- 山陰放送：火曜 19:00 - 19:30[10]
- 山陽放送：火曜 19:00 - 19:30[11]
- 中国放送：火曜 19:00 - 19:30[11]
- テレビ山口：火曜 19:00 - 19:30[12]
- 四国放送：火曜 19:00 - 19:30[13]
- 南海放送：木曜 19:00 - 19:30[14]
- テレビ高知：火曜 19:00 - 19:30[15]
- RKB毎日放送：火曜 19:00 - 19:30[16]
- 長崎放送：火曜 19:00 - 19:30[16]
- 熊本放送：火曜 19:00 - 19:30[16]
- 大分放送：火曜 19:00 - 19:30[14]
- 宮崎放送：火曜 19:00 - 19:30[17]
- 南日本放送：火曜 19:00 - 19:30[17]
- 琉球放送：火曜 19:00 - 19:30[18]

## 漫画
- 少女コミック 牧野和子
- 小学一年生 - 1972年1月号、志村みどり、1972年2月号 - 10月号、牧野和子
- 小学二年生 - 1972年1月号 - 10月号　奥村真理子
- 小学三年生 - 1972年4月号 - 10月号　佐川節子
- 小学四年生 - 1971年11月号 - 1972年3月号、村田よしか、1972年4月号 - 10月号、佐川節子
- 小学五年生 - 1971年11月号 - 1972年3月号、牧村和美、1972年4月号 - 10月号、村田よしか
- 小学六年生 - 1972年3月号 牧野和子、1972年4月号 - 10月号、宮本ひかる